# Кубок Украины по мини-футболу 1995/1996
Кубок Украины по мини-футболу 1995/96 — розыгрыш национального кубка Украины по мини-футболу, который состоялся в середине 1996 года.
Первые игры кубка состоялись в середине апреля 1996 года. Начиная с четвертьфиналов команды играли по одному матчу дома и на выезде. В играх, прошедших 1 и 4 июня 1996 года, «Случ» (Ровно) победил «Запорожкокс» (Запорожье), «Механизатор» (Днепропетровск) одержал победу над командой «КрАЗ» (Кременчуг), «Днепроспецсталь» (Запорожье) выиграла у «Донбасса» (Донецк), а «Локомотив» (Одесса) — у «Кий-Политехника» (Киев).
Полуфинальные игры прошли 8 и 11 июня 1996 года. В первом полуфинале «Механизатор» уверенно обыграл «Случ» (12:0 дома и 8:4 на выезде), а «Локомотив» сумел вырвать победу у «Днепроспецстали» (поражение 3:4 на выезде и домашняя победа 8:5).
В решающем матче, состоявшемся в Киеве 15 июня 1995 года, «Механизатор» победил «Локомотив» со счетом 4:3. Матч проводили судьи Валентин Савицкий и Владимир Фролов. Обладателями кубка стали игроки «Механизатора» Сергей Момонов, Александр Кабаненко, Дмитрий Сухих, Владимир Елизаров, Виталий Жирко, Юрий Миргородский, Олег Солодовник, Сергей Москалюк, Александр Москалюк, Сергей Федоренко, Алексей Ерёменко и Александр Косенко. Тренер — заслуженный тренер Украины Геннадий Шур.